# Mesochaetopterus sagittarius
Mesochaetopterus sagittarius is een borstelworm uit de familie Chaetopteridae. Het lichaam van de worm bestaat uit een kop, een cilindrisch, gesegmenteerd lichaam en een staartstukje. De kop bestaat uit een prostomium (gedeelte voor de mondopening) en een peristomium (gedeelte rond de mond) en draagt gepaarde aanhangsels (palpen, antennen en cirri).
Mesochaetopterus sagittarius werd in 1870 voor het eerst, als Ranzania sagittaria, wetenschappelijk beschreven door Claparède.